# Katsdorf
Katsdorf è un comune austriaco di 2 981 abitanti nel distretto di Perg, in Alta Austria. Durante la seconda guerra mondiale nella località Lungitz venne costruito uno dei sottocampi del campo di concentramento di Gusen, detto Gusen III.